# Mécheria

Mécheria är en stad och kommun i nordvästra Algeriet och är belägen i provinsen Naâma. Den är provinsens största stad och hade 66 465 invånare i kommunen vid folkräkningen 2008, varav 65 043 invånare bodde i centralorten.